# ベンジャミン・パース
ベンジャミン・パース（Benjamin Peirce ([ˈpɜːrs])、1809年4月4日 - 1880年10月6日）は、アメリカ合衆国の数学者である。約50年に渡ってハーバード大学で教育を行った。天体力学、統計学、数論、代数学および数学の哲学において貢献した。

## 生涯
マサチューセッツ州セイラムで、後にハーバード図書館司書となるベンジャミン・パースの子として生まれた。
1829年にハーバード大学を卒業後、ノーサンプトンのラウンドヒル高校で2年間数学を教え、1831年にハーバード大学の数学教授に就任した。1842年からは天文学教授を兼任し、亡くなるまでその地位にいた。また、ハーバード大学の科学課程の開発の手助けをし、大学の司書も務めた。1867年から1874年までアメリカ国立測地測量局の局長を務めた。1852年、ロンドンの王立協会の外国人会員に選出された。

## 研究
ベンジャミン・パースは、その研究が世界クラスと認められた最初のアメリカ人科学者とみなされることが多い。彼は奴隷制の擁護者であり、エリートが科学的探究の追求のために奴隷を使用することは容認されるべきであると主張した。

### 数学
数論において、彼は4個以下の素因数を持つ奇数の完全数がないことを証明した。
代数学においては、彼は結合多元環に関する研究で知られている。彼は、1870年に冪等(idempotent)や冪零(nilpotent)という言葉を最初に導入した。また、パース分解を導入した。
数学の哲学において、彼は「数学は必要な結論を引き出す科学である」という声明で知られている。パースの数学の定義は、息子のチャールズ・サンダース・パースがプラグマティズムの結果指向の哲学を始めるのを助けた。ジョージ・ブールと同様に、パースは数学を使って論理を研究できると信じていた。このアイデアは、彼の息子チャールズによってさらに開発された。チャールズは、彼の論理には誤った推論の研究も含まれると述べた。対照的に、後期のゴットロープ・フレーゲやバートランド・ラッセルは、論理学を数学の基礎にしようと試みた。

### 統計学
今日では「外れ値に関するパース基準」として知られるものを提案した。彼のアイデアは、息子のチャールズによってさらに発展した。

### 天体力学
天体力学の分野では、彼は冥王星の発見につながる海王星の摂動の計算に最も早く取り組んだひとりである。

## 私生活
彼は敬虔な信仰心を持っていたが、自身の神学的な考えを公表することはほとんどなかった。彼は、経験的な現象を記述する際に純粋な数学が効果があるように自然を形成する者として神を信じていた。とある百科事典では、パースは「神の創造物による神の仕事の研究として数学」を見ていたとしている。
パースは、米上院議員イライジャ・H・ミルズの娘のサラ・ハント・ミルズ(Sarah Hunt Mills)と1833年7月23日に結婚した。2人の間には以下の4男1女が生まれた。
- ジェイムズ・マイルズ・パース (James Mills Peirce, 1834-1906) - ハーバード大学数学教授
- チャールズ・サンダース・パース (Charles Sanders Peirce, 1839-1914) - 哲学者、論理学者、物理学者
- ベンジャミン・マイルズ・パース (Benjamin Mills Peirce, 1844-1870) - 鉱山技師
- ヘレン・ハンティントン・パース・エリス (Helen Huntington Peirce Ellis, 1845 - 1923)
- ハーバート・ヘンリー・デイヴィス・パース (Herbert Henry Davis Peirce, 1849-1916) - アメリカ合衆国第三国務次官補、在ノルウェーアメリカ合衆国特命全権公使

## 献名・エポニム
月のクレーターのパースや小惑星(29463) ベンジャミン・パースは、彼に因んで命名された。
ハーバード大学数学科のポスドクは、彼の名を冠してBenjamin Peirce Fellows and Lecturersと名付けられている。
1855年から1868年まで就航していた米国沿岸調査船ベンジャミン・パースは、彼に因んで命名された。

## 著作
- An Elementary Treatise on Plane and Spherical Trigonometry, Boston: James Munroe and Company. Google Eprints of successive editions 1840–1862.
- Physical  and Celestial Mechanics, Boston: Little, Brown and Company. Google Eprint of 1855 edition.
- Linear Associative Algebra, lithograph by Peirce 1872. New edition with corrections, notes, and an added 1875 paper by Peirce, plus notes by his son Charles Sanders Peirce, published in the American Journal of Mathematics v. 4, 1881, Johns Hopkins University, pp. 221–226, Google Eprint and as an extract, D. Van Nostrand, 1882, Google Eprint.
- 1872: A System of Analytical Mechanics, David van Nostrand & Company, link from Internet Archive